# Jeremy Scott (projektant mody)
Jeremy Scott (ur. 8 sierpnia 1975 w Kansas City) – amerykański projektant mody, dyrektor kreatywny domu mody Moschino i wyłączny właściciel swojej marki. Od czasu uruchomienia swojej marki w Paryżu w 1997 Scott zdobył reputację „najbardziej odważnego projektanta pop kultury” i „ostatniego buntownika mody”.
Znany ze swoich projektów ubrań, akcesoriów i obuwia dla Adidasa i Moschino, Scott konsekwentnie współpracował z różnymi osobistościami, takimi jak Björk, Katy Perry, Madonna, Nicki Minaj, Miley Cyrus, Beyoncé, Lady Gaga, Molly Meldrum, Ariana Grande, Kanye West, Demi Lovato, Selena Gomez, Justin Bieber, CL, M.I.A., Rita Ora, Grimes i Samuli Cantell. Jako wczesny zwolennik łączenia mody ze stylem ulicy tworzy projekty często zawierające styl ikon popkultury. 

## Życiorys
Swoją karierę rozpoczął pod koniec lat 90. współpracując razem z piosenkarką Björk oraz pokazując swoje projekty na Paris Fashion Week. Jeremy Scott znany jest ze swych specyficznych projektów w związku z czym projektant podczas swojej kariery zyskał oprócz fanów jego talentu sporo krytyków uważających, że kolekcje Jeremy'ego Scotta są dziwaczne i nie dające się nosić.
W ramach odpowiedzi na tę krytykę powstała kolekcja „Spring 2000 Ready-to-Wear Collection”, którą opublikował znany magazyn mody Vogue. Kolekcja była dowcipną ripostą na wszystkie tego typu zastrzeżenia wobec projektanta.
Pojawił się jako Andre w komediodramacie Rockersi z South Central (Wassup Rockers, 2005) z Janice Dickinson. Powstał także film dokumentalny Jeremy Scott: The People's Designer (2015).

## Adidas
Po raz pierwszy Adidas sięgnął po Scotta w 2002 roku przy pracy nad projektem „!Signed”.
W czerwcu 2008 roku wprowadził nową kolekcję butów przy której pracował Jeremy Scott. Buty typu „high-tops” oraz „teddy-bear” stały się później bardzo popularne wśród gwiazd amerykańskiego hip-hopu, co z pewnością przełożyło się na popularność tej kolekcji także wśród młodzieży.

## Moschino
W październiku 2013 Scott dostał posadę dyrektora kreatywnego w domu mody Moschino. Pierwsza kolekcja Jeremy'ego Scotta dla Moschino ukazała się jesienią 2014.

## Jeremy Scott Collections
Jeremy Scott posiada także własną kolekcję „Jeremy Scott Collections”.
Zaprojektowane przez Scotta ubrania nosiła Rihanna w swoim teledysku „We Found Love” (2011) czy Madonna w wideoklipie „Bitch I’m Madonna” (2015).

## Cybex by Jeremy Scott
Jego podejście do świata postanowiła wykorzystać chińska firma Cybex będąca producentem ekskluzywnych wózków i fotelików samochodowych dla dzieci.
Po raz pierwszy drogi Cybex i Jeremy'ego Scotta zeszły się w 2014 roku. Rok później wizjoner mody po raz drugi zaprojektował limitowaną kolekcję wózków dla dzieci marki Cybex. 